# Disibodenbergerhof
Der Disibodenbergerhof ist ein unterhalb des ehemaligen Klosters Disibodenberg gelegener Wohnplatz auf dem Gebiet der Stadt Odernheim am Glan in Rheinland-Pfalz. Die historischen Gebäude des Disibodenbergerhofs stehen unter Denkmalschutz.

## Geschichte
Nach der Säkularisation des Klosters Disibodenberg im Jahr 1559 durch das Herzogtum Pfalz-Zweibrücken wurde für die Verwaltung des ehemaligen Klosterbesitzes ein Schaffner eingesetzt, der zunächst auf dem Klostergelände lebte. Die Erlöse aus der Bewirtschaftung sollten zur Finanzierung der von Herzog Wolfgang eingerichteten Landesschule in Hornbach verwendet werden. 1606 pachtete der Klosterschaffner Georg Kessler auch den bislang getrennt verwalteten Wirtschaftshofs und verlegte den Sitz der Klosterschaffnerei dorthin, um seine Bediensteten besser beaufsichtigen zu können. 1608 ließ er ein neues Hofhaus errichten, starb aber noch im selben Jahr.
1768 kam die Schultheißerei Odernheim mit dem Kloster und dem Disibodenbergerhof im Rahmen eines Gebietstauschs zur Kurpfalz. Nach der französischen Besetzung des linken Rheinufers im Zuge des Ersten Koalitionskriegs 1794 wurde das Gebiet 1798 in die Französische Republik eingegliedert.
1801 wurden die Klosteranlage und der Wirtschaftshof aus dem französischen Nationaleigentum versteigert. Käufer waren die bisherigen Pächter des seit 1734 geteilten Hofs. Der Südteil des Hofes ist seit 1704 im Familienbesitz (zunächst als Pächter), während der Nordteil einschließlich der Klosterruine mehrfach den Eigentümer wechselte; dort ist heute ein Weingut angesiedelt.

## Beschreibung
Der Disibodenbergerhof umfasst heute drei Hofstellen mit gut erhaltenen Wirtschaftsgebäuden aus dem 18. und 19. Jahrhundert, die um einen mit Kopfsteinpflaster befestigten Hof angeordnet sind. Die Zufahrt in den Hof erfolgt durch den Torbogen eines um 1850 gebauten spätklassizistischen Wohnhauses. Seitlich daneben liegt eine quergestellte Scheune mit Krüppelwalmdach und einem weiteren Torbogen. An einem anderen Wirtschaftsgebäude links des heutigen Hofeingangs befindet sich ein Stein mit einer Bauinschrift von 1608. Sie verweist darauf, dass der Erbpächter Georg Kessler das Gebäude errichten ließ.
Nördlich der dritten Hofstelle befindet sich in einem modernen Gebäude ein Museum zur Geschichte des Klosters, das von der Scivias-Stiftung unterhalten wird.